# Гай Ліциній Гета
Гай Ліци́ній Ге́та (лат. Gaius Licinius Geta; II століття до н. е.) — політичний, державний і військовий діяч Римської республіки, консул 116 року до н. е.

## Біографія
Походив з плебейського роду Ліциніїв. Про батьків, дитячі роки його відомостей не збереглося.
119 року до н. е. його було обрано претором.
116 року до н. е. його було обрано консулом разом з Квінтом Фабієм Максимом Ебурном. 
Наступного року Гета був виключений з сенату цензорами разом ще з 31 сенатором. Кілька років по тому він зміг відновити своє звання і його було обрано цензором разом з Квінтом Фабієм Максимом Ебурном. Під час свого цензорського терміну вони перепризначили Марка Емілія Скавра принцепсом сенату.
З того часу про подальшу долю Гая Ліцинія Гети згадок немає.